# 권오현 (야구인)
권오현(1978년 3월 12일 ~ )은 KBO 리그 전 롯데 자이언츠의 외야수이다.

## 출신학교
- 신일고등학교
- 성균관대학교

## 등번호
- 9(2001년 ~ 2002년)
- 10(2003년 ~ 2004년)